# Jens Lüdtke
Jens Lüdtke (Stettin, 8 d'octubre de 1941 - 4 de gener de 2019) fou un romanista, catalanista i hispanista alemany.
Després de l'escola secundària a Baden-Baden ("Abitur" 1962) i del servei militar, va estudiar filologia romànica i anglesa a Tübingen i Saarbrücken (1964-1970). Fou assistent d'Eugen Coseriu (1972-1983, amb interrupcions) i, de 1972 a 1975, lector a la Universitat de Florència. El 1975 va obtenir el títol de doctor a la Universitat de Tübingen amb una tesi intitulada Prädikative Nominalisierungen mit Suffixen im Französischen, Katalanischen und Spanischen (publicació: Tübingen, Niemeyer, 1978). Va obtenir l'habilitació també a Tübingen el 1983 amb la tesi Sprache und Interpretation. Syntax und Semantik reflexiver Strukturen im Französischen (publicació: Tübingen, Narr, 1984). Des de 1983 va ser professor de Filologia Romànica a la Universitat de Bonn (fins a 1987), a la Universitat Lliure de Berlín (fins a 1994; de 1992 a 1993 en fou degà) i Heidelberg (fins a la jubilació el 2007). Entre altres activitats, de 2000 a 2002 fou president de l'associació marc que agrupa totes les associacions de romanistes alemanys (Balkanromanistenverband, Hispanistenverband, Katalanistenverband, Lusitanistenverband).
En la seva recerca hi va tenir un pes important la història de l'espanyol a Amèrica. Fou un dels coeditors del "Manual of Catalan Linguistics" de De Gruyter, publicat després de la seva mort.

## Publicacions
- Die romanischen Sprachen im Mithridates von Adelung und Vater. Studie und Text. Tübingen 1978.
- Katalanisch. Eine einführende Sprachbeschreibung. München 1984. ["El català. Una introducció descriptiva"]
- Romanische Wortbildung. Diachronisch – synchronisch – inhaltlich. Stauffenburg, Tübingen 2005, 2007.
  - (Traduït a l'espanyol) La formación de palabras en las lenguas románicas. Su semántica en diacronía y sincronía. El Colegio de México, Mexiko City 2011.
- Los orígenes de la lengua española en América. Los primeros cambios en las Islas Canarias, las Antillas y Castilla del Oro. Vervuert, Madrid/Frankfurt am Main 2014.
- (coeditor amb Joan A. Argenter) Manual of Catalan Linguistics (De Gruyter, en premsa)
- Romanistische Linguistik. Sprechen im Allgemeinen – Einzelsprache – Diskurs. Ein Handbuch (De Gruyter, en premsa)